# 6380 Gardel
6380 Gardel eller 1988 CG är en asteroid i huvudbältet som upptäcktes den 10 februari 1988 av de båda japanska astronomerna Masaru Arai och Hiroshi Mori vid Yorii-observatoriet i Japan. Den är uppkallad efter den argentinske artisten Carlos Gardel.
Asteroiden har en diameter på ungefär 3 kilometer.